# Comunità ebraica di Alessandria

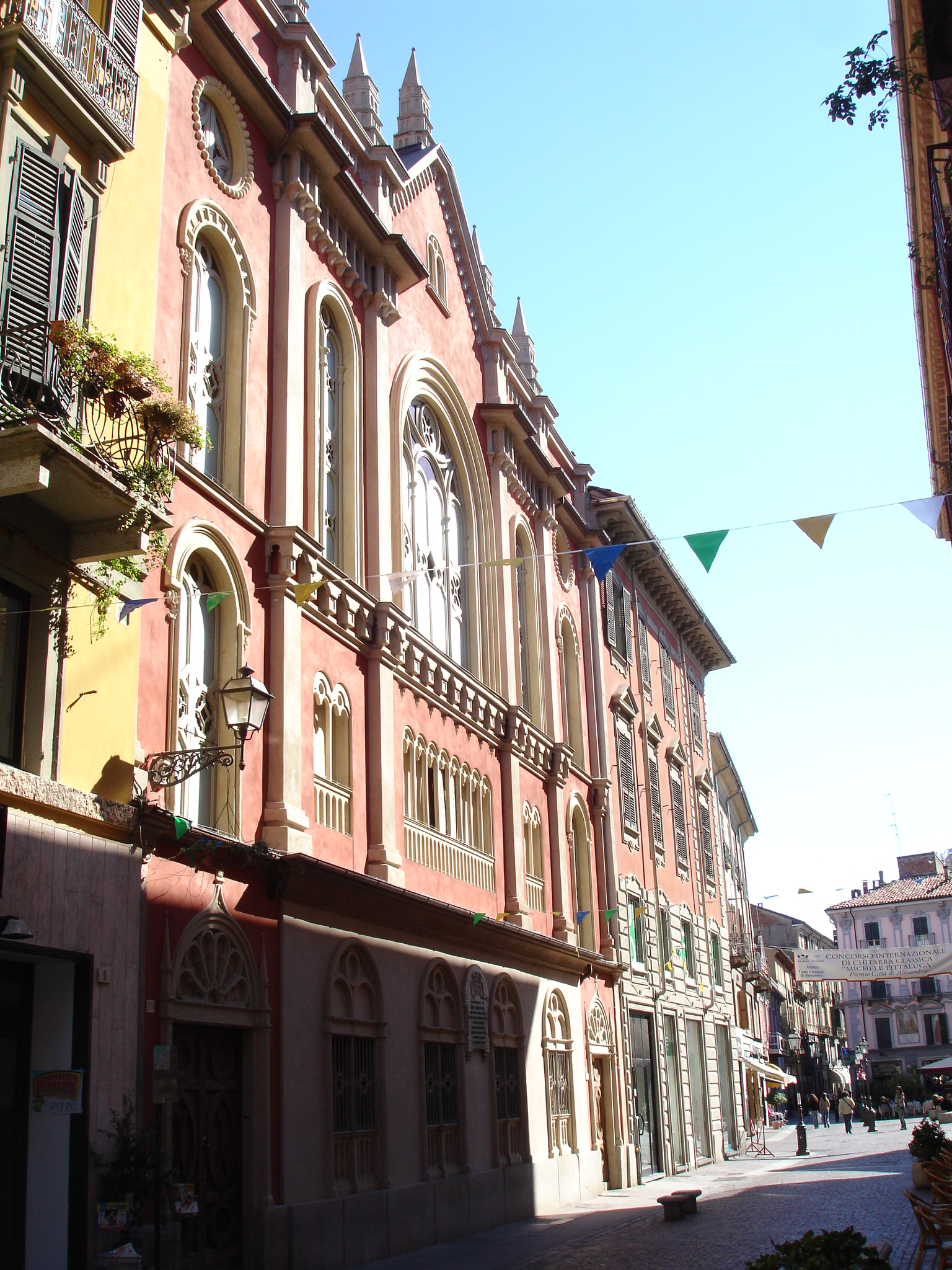
La sinagoga di Alessandria

La Comunità ebraica di Alessandria, presente in città fin dal tardo medioevo, è stata una delle più importanti della regione Piemonte. Passata nella seconda metà del XX secolo sotto il controllo della comunità ebraica di Torino, nel XXI secolo si è ridotta a poche unità.

## Storia

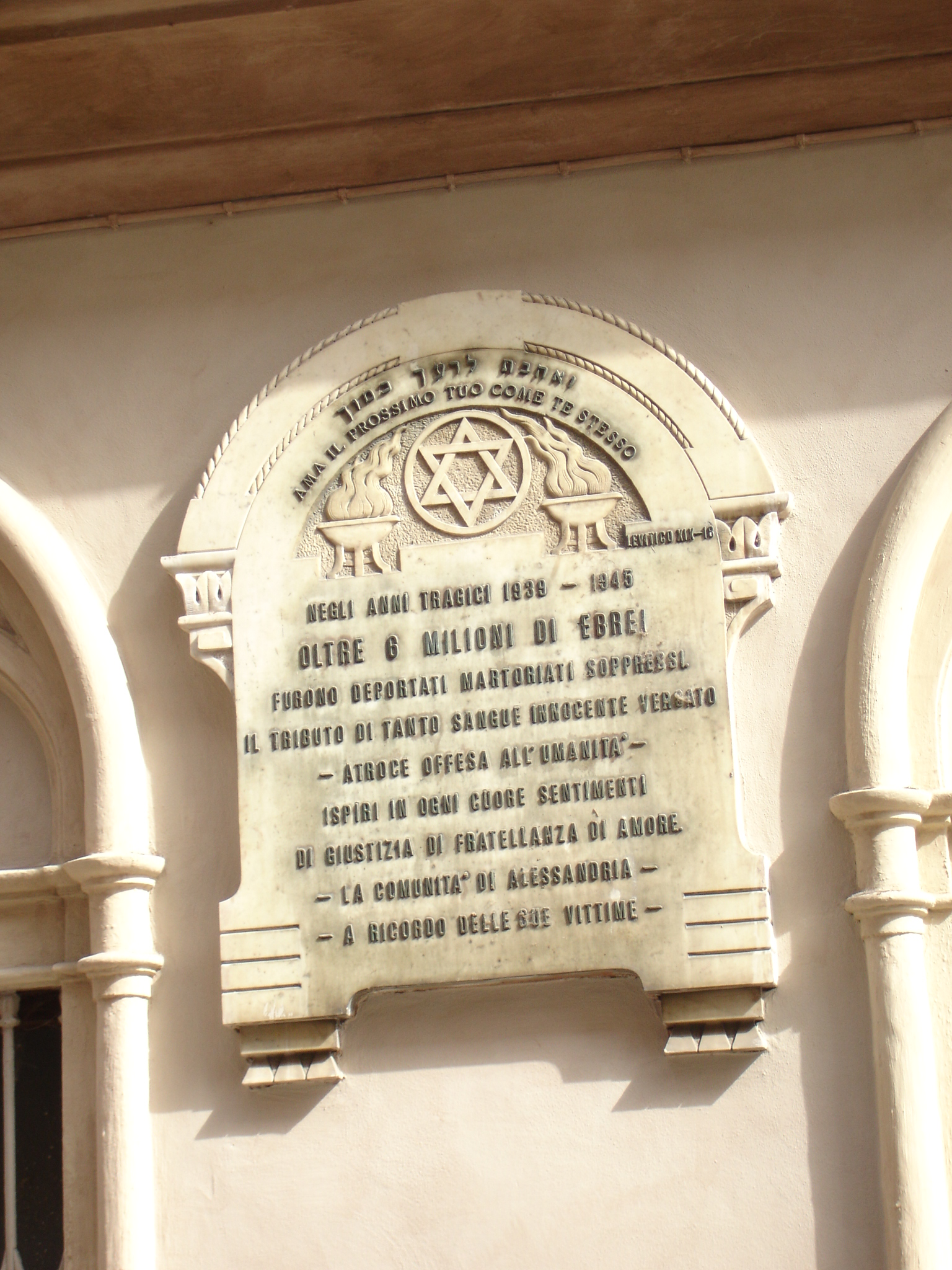
Lapide commemorativa, sulla facciata della sinagoga, delle vittime dell'Olocausto

Gli ebrei ottennero facoltà dai duchi di Milano di stabilirsi nella città di Alessandria sul principio del XIII secolo. Vi fu fondata una sinagoga diretta da un rabbino indipendente e capo dell'università stabilita in questa città. Mancano tuttavia i documenti storici che possano confermare questa data tradizionale. Ricca è la documentazione che riporta della presenza ebraica in tardo medioevo.
Ad Alessandria, a Casale Monferrato e in altri centri monferrini come Moncalvo sono attestate famiglie ebree di origine francese o germanica (sarfatì e ashkenazì), prima della cacciata degli ebrei (sefardì) dalla Spagna nel 1492 che non vennero a stabilirsi ad Alessandria. A Fubine la Cascina Valmezzana era abitata da ebrei.
Sebbene Alessandria e il suo territorio facessero parte del ducato di Milano, e dal 1535 soggetto alla monarchia spagnola, gli ebrei non vennero espulsi né subirono violenze e i re di Spagna ricevettero prestiti dai banchieri ebrei alessandrini. Il ghetto venne comunque decretato dal governatore spagnolo fin dal 1585.
Passando al regno di Sardegna, con il Trattato di Utrecht, furono mantenuti i privilegi acquisiti dalla comunità, ma nel 1723 venne imposto ai 420 ebrei di Alessandria la residenza obbligata nel ghetto tra via Milano e via Migliara.
Fin dall'epoca napoleonica, quando gli israeliti furono chiamati a Parigi per il Sinedrio, fu discussa la questione della possidenza. L'avvocato Francesco Gambini sconsigliava che gli ebrei dovessero possedere terre. Questa sua dottrina compendiò nel libro "Dell'ebreo possidente". In un'altra opera dal titolo La cittadinanza giudaica in Europa "voleva dimostrare che gli ebrei non avrebbero mai potuto affratellarsi con gli altri membri dell'umana famiglia, confortando il suo assunto con le istituzioni talmudiche e coi precetti dell'esperienza. Egli stesso però chiamava la questione esaminata da lui un problema dell'avvenire. Gli fu risposto con un altro libro: Origini delle interdizioni giudaiche. Passò del tempo. Il 29 marzo 1848, re Carlo Alberto chiamava gli israeliti subalpini a far parte dei diritti civili e politici. I cristiani facevano plauso, fra cui è degno di ricordo Massimo d'Azeglio e il teologo canonico Gatti pubblicava L' emancipazione degli israeliti.
Nel 1938 la comunità ebraica alessandrina risultava composta di 245 persone (113 uomini e 132 donne). Di esse 25 verranno deportate e uccise durante l'Olocausto.

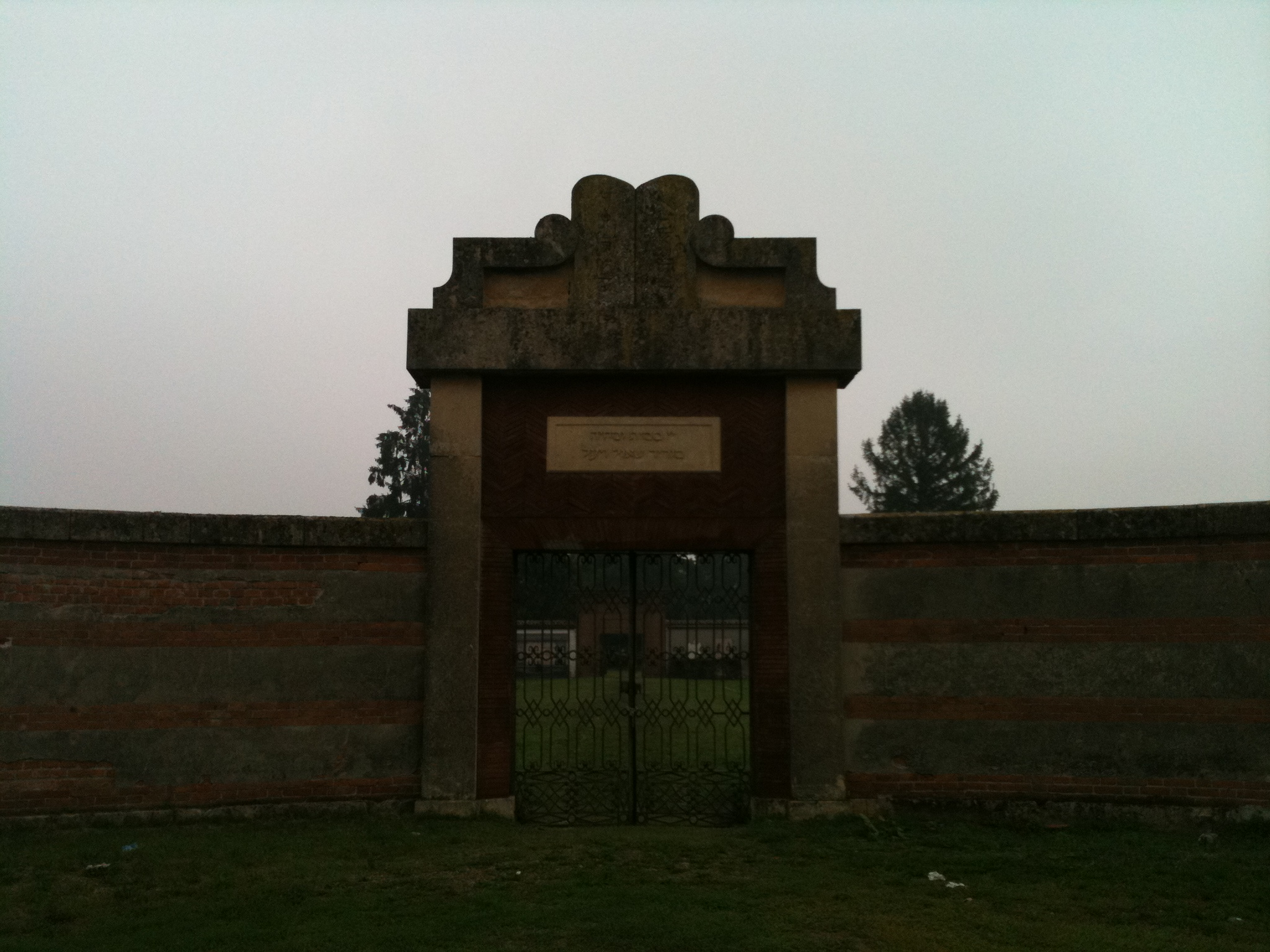
Il cimitero israelitico di Alessandria

La Sinagoga di Alessandria si trova nel centro storico di Alessandria, in via Milano, nell'area dell'antico ghetto ancora riconoscibile dagli stretti androni di alcuni palazzi delle vie adiacenti al Tempio. Quest'ultimo, aperto nel 1871 e costruito su progetto dell'architetto Giovanni Roveda, è caratterizzato da una facciata in stile neogotico e, all'interno, da un'ampia sala con due matronei. È uno degli esempi più monumentali di sinagoga ottocentesca italiana. È aperto alle visite ma solo in determinati periodi dell'anno senza una scadenza definita.
Interesse artistico e storico riveste anche il cimitero israelitico alle spalle del cimitero urbano. Fu aperto nel 1820 in sostituzione dell'antico cimitero che si trovava presso la "Porta di Marengo", in seguito demolita insieme a tutta l'imponente cinta muraria della città, nei pressi dell'antica in piazza d'armi divenuta poi - per una parte - piazza Matteotti (già piazza Genova)..